# عين العروس
عين العروس هي الحي الجنوبي لمدينة تل أبيض. وهي عربية سورية تبعد 3 كم جنوب مركز مدينة تل أبيض و 84كم شمال مدينة الرقة و198 كم شرق مدينة حلب 521 كم شمال العاصمة دمشق، وهي بالقرب من حدود الجمهورية التركية وينبع منها نهر البليخ. تقع على خط العرض 36.67 شمال خط الاستواء 38.93 شرق غرينيتش وترتفع عن سطح البحر 354 م  

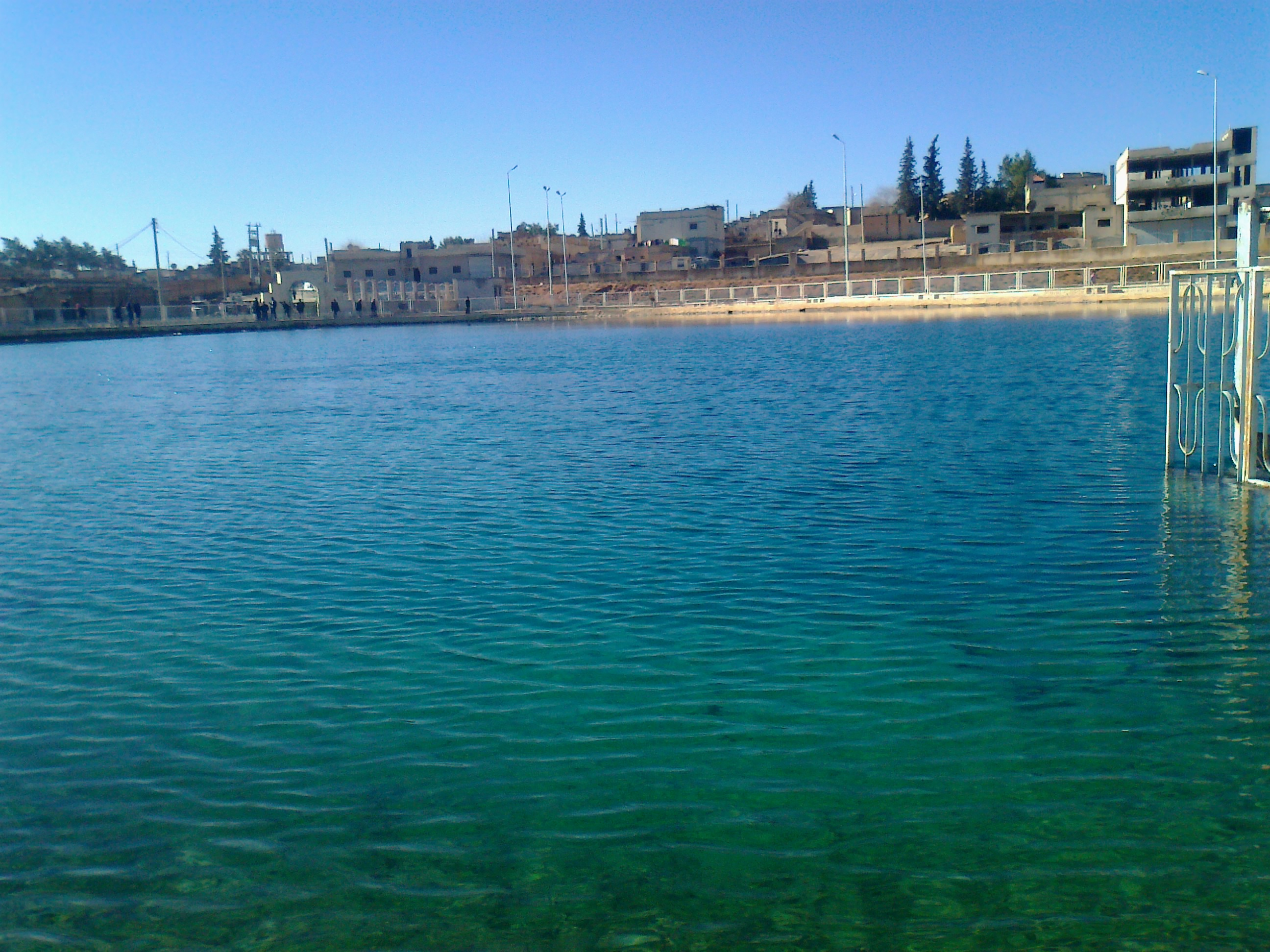
نبع عين العروس 2016

ويوجد قربها عدد من التلال والمواقع الأثرية، وفيها مقام النبي إبراهيم الخليل عليه السلام. واسمها القديم الذهبانية وورد ذكرها في عدد من المراجع والمصادر التاريخية، ومن بينها معجم البلدان ل ياقوت الحموي حيث قال «عين الذهبانية هي عين ماء ينبع منها نهر البليخ من عدة عيون اعظمها عين الذهبانية». وفيها مقام يزار له وينذر) وذكرها كذلك الرحالة ابن جبير وقال (يوجد فيها مشهد مبارك فيه عين جارية لابينا ابراهيم الخليل ولسارة متعبداً لها.
يوجد في عين العروس بقايا لطاحونة اثرية تعمل على الماء أنشأت عام 1908م.وفي عام 1935 م أقامت الكاتبة البوليسية الإنجليزية أجاثا كريستي مع زوجها المنقب الاثري السير مالون في ربوع عين العروس وينابيعها وغاباتها، و أوردتها في إحدى رواياتها و وصفتها في مذكراتها التي عنونتها تعال قل لي كيف تعيش، وذلك أثناء عمل زوجها في التنقيب عن الآثار بجوار عين العروس، حيث وصفت البحيرة التي يشكلها نبع العروس باللازوردية، وعبرت عن سرورها وسعادتها بهذا المكان الساحر.
وكان يوجد فيها مطار عسكري وثكنة لجيش الشرق الفرنسي. ويوجد في عين العروس أربع مدارس:
- مدرسة عين العروس الأولى للتعليم الأساسي تأسست 1942 م.
- ثانوية عين العروس تأسست عام 1998م.
- ثانوية عين العروس للبنات تأسست عام 2008م.
- مدرسة عين العروس شمالي للتعليم الأساسي تأسست عام 2008م.

## معرض صور

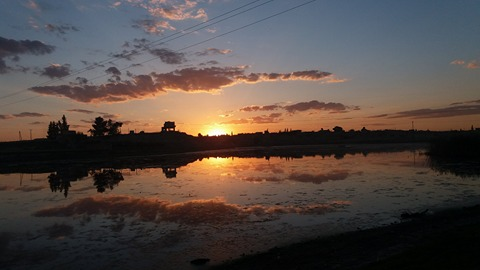
غروب الشمس في عين العروس

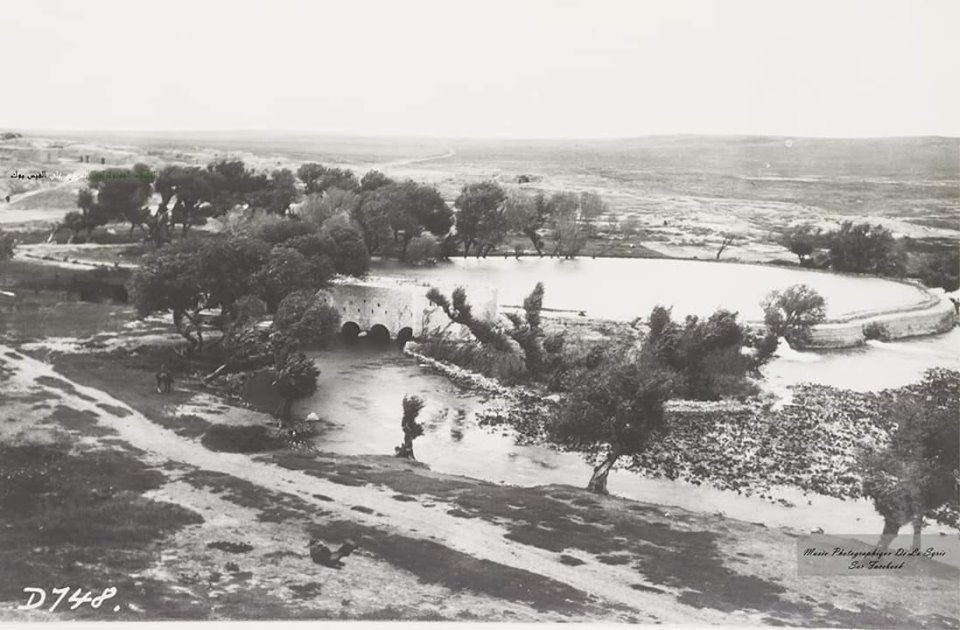
عين العروس عام 1948